# 로마노프가

로마노프 왕조 기(1858~1883)

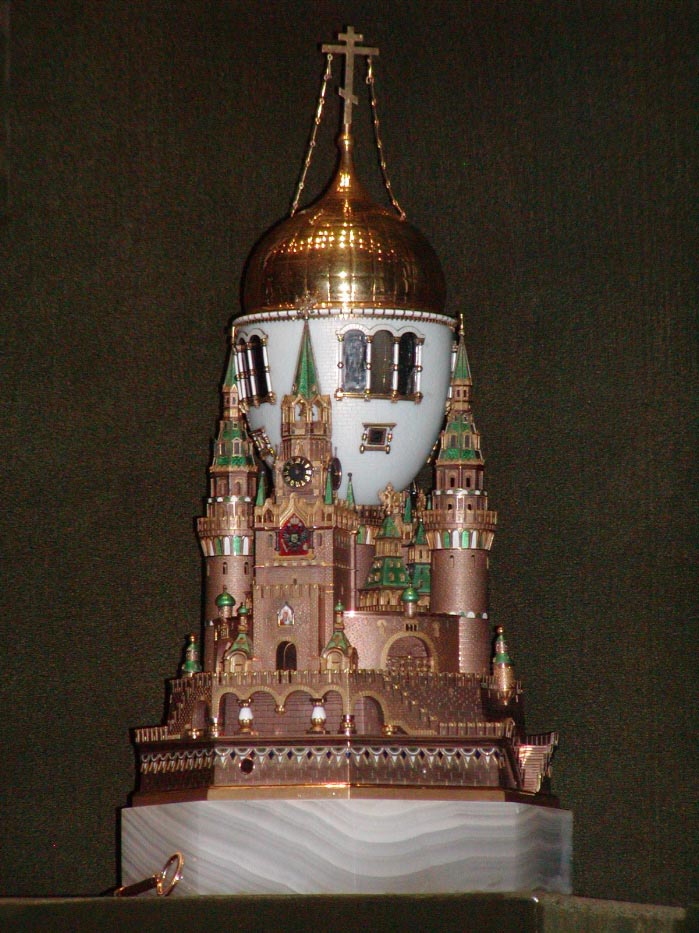
크렘린의 장식품

로마노프가(러시아어: Романовы 로마노비[*])는 1613년부터 1917년까지 304년 동안 러시아 제국을 통치한 왕조이다. 미하일 1세부터 니콜라이 2세까지 이어졌다.

## 기원
14세기 초 독일에서 이주해 온 안드레이 코빌라의 제5차 코시카(고양이의 뜻)가 세운 코시킨가(家)에서 시작된다고 한다. 유리예비치 때 로마노프의 가명(家名)을 세웠으며, 딸 아나스타시야는 이반 4세와 결혼했다.

## 역사
대내적인 전제 정치와 대외적인 팽창 정책을 통해 강력한 전제 군주로 군림했던 이반 4세가 죽자 그의 후계자 자리를 둘러싸고 귀족들 간에 치열한 다툼이 벌어졌다.(동란 시대) 한동안 혼란이 거듭되다가 1613년 러시아 전국회의에서는 이반 4세의 아내 아나스타샤의 가문인 미하일 로마노비치를 새 황제로 선출하였는데, 이것이 로마노프 왕조의 시작이다.
이반 4세가 초안을 잡은 대내외 정책을 이어받음과 더불어 폴란드와 스웨덴이 쇠퇴한 틈을 타서 명실상부한 근대국가로서의 러시아를 창건한 미하일 로마노비치의 정책 이후 이 로마노프 왕조는 20세기 초 러시아 제국이 멸망할 때까지 러시아를 통치하게 되었다.
로마노프 정통 왕조는 표트르 2세가 사망하면서 단절되었다. 1762년 표트르 1세의 외손자인 카를 페터 울리히가 표트르 3세로 즉위하면서, 홀슈타인고토르프로마노프 왕조가 성립되었다.
로마노프 왕조가 입헌 군주제를 받아들인 것은 1906년이며, 11년 뒤에 러시아의 제정이 폐지되었다.

## 로마노프 황실 수장
- 키릴 블라디미로비치 로마노프 1917년 3월 14일 ~ 1938년 10월 12일
- 블라디미르 키릴로비치 로마노프 1938년 10월 12일 ~ 1992년 4월 21일
- 마리아 블라디미로브나 로마노프 1992년 4월 21일 ~

## 같이 보기
- 러시아의 군주 목록